# Шкатулка дьявола
«Шкатулка дьявола» (англ. The Jack in the Box; дословно — «Джек в коробке») — британский фильм ужасов режиссёра Лоуренса Фаулера. Фильм вышел в Великобритании 9 ноября 2019 года на British Horror Film Festival. В России фильм вышел 22 октября 2020 года.

## Сюжет
Главный герой увлекается историей настолько, что соглашается переехать в провинциальную глубинку, чтобы работать там куратором в музее. В его руки попадает шкатулка, напоминающая игрушку Джек из коробки, и мужчина открывает её. Вскоре после этого случая в поселении начинают пропадать люди и наш герой догадывается, что дело не обошлось без этого загадочного артефакта, найдёт ли он способ положить конец этому кошмару, или он тоже станет жертвой.

## В ролях
| Актёр              | Роль              |
| ------------------ | ----------------- |
| Итан Тейлор        | Кейси Рейнольдс   |
| Роберт Нэйрн       | Джек              |
| Люси-Джейн Куинлэн | Лиза Картрайт     |
| Филип Риду         | Норман Кливер     |
| Дэрри Гарднер      | Рэйчел Томпсон    |
| Чарльз Эбомели     | Дэвид Онилогу     |
| Саймон Бальфур     | детектив Мартин   |
| Том Картер         | Морис Эйнсворт    |
| Винни Кларк        | Аарон Бишоп       |
| Стэйси Линн Кроу   | Гвен Паркинсон    |
| Уильям Фрейзер     | Стивен Мур        |
| Лаура Джейнс       | Мария Смит        |
| Люси Проктор       | официантка        |
| Питер Ролингс      | тюремный охранник |
| Кэтлин Рэй         | Мэнди Хинчли      |
| Пенелопа Вилдгус   | Белль Кливер      |

## Восприятие
На сайте Rotten Tomatoes фильм имеет рейтинг одобрения 17 % на основе шести рецензий профессиональных критиков. Он также был отмечен наградой British Horror Film Festival за лучший художественный фильм.
Майкл Гинголд в своей  статье резюмирует: «Несмотря на то, что фильм сделан грамотно на всех уровнях, он упускает свой шанс оставить незабываемый след в поджанрах клоунов-убийц или смертоносных игрушек». Автор «Киноафиши» Алексей Хромов отрицательно оценил фильм. По его мнению, «ни о каком дьяволе в сюжете речь не идёт, здесь скорее привычный „Чёртик из коробочки“, который вроде как должен и пугать, и веселить. И вот он как раз удался, а всё остальное — не очень».